# Дуров Валерій Семенович
Вале́рій Семенович Ду́ров (рос. Дуров, Валерий Семёнович; нар. 13 липня 1945) — російський філолог-антикознавець, доктор філологічних наук, професор, почесний працівник вищої професійної освіти Російської Федерації. В 1992—2013 роках завідував кафедрою класичної філології філологічного факультету Санкт-Петербурзького державного університету.
Закінчив філологічний факультет Ленінградського університету в 1968 році, залишився в аспірантурі на кафедрі класичної філології і в 1974 році захистив дисертацію «Десята сатира Ювенала».
Область наукових інтересів — історія і література Стародавнього Риму. Читає лекції і веде семінари з історії римської літератури та різних аспектів латинської мови (синтаксис простого речення, синтаксис відмінків, стилістика та ін.).
Батько засновника соціальної мережі «ВКонтакті» Павла Дурова і математика, колишнього технічного директора «ВКонтакті» Миколи Дурова.

## Основні публікації
- Дуров В. С. Жанр сатиры в римской литературе. — Издательство Ленинградского университета. — Л. — 160 с.
- Дуров В. С. Юлий Цезарь: человек и писатель. — Издательство Ленинградского университета. — Л. — 208 с. — 50 000 прим. — ISBN 5-288-00735-7.
- Дуров В. С. Художественная историография Древнего Рима. — Издательство Санкт-Петербургского ун-та. — СПб. — 144 с. — 4310 прим. — ISBN 5-288-01199-0.
- Дуров В. С. Нерон, или Актёр на троне. — Алетейя. — СПб. — 318 с. — (Античная библиотека) — 3000 прим. — ISBN 5-85233-003-9.
- Римская поэзия эпохи Августа: уч. пособие. СПб., 1997. 228 с.
- Дуров В. С. История римской литературы. — Филологический фак. Санкт-Петербургского гос. ун-та. — СПб. — 623 с. — 2000 прим. — ISBN 5-8465-0013-7.
- Дуров В. С. Латинская христианская литература III—V веков. — Филологический фак. Санкт-Петербургского ун-та. — СПб. — 200 с. — ISBN 5-8465-0098-6.
- Основы стилистики латинского языка. М.; СПб., 2004. 104 с.
- Античная литература: уч. пособие. М.; СПб., 2004. 473 с; 2-е изд.: М.; СПб., 2005. (в соавт. с Г. Г. Анпетковой-Шаровой)